# X-notifier
X-notifier is een extensie voor Firefox, Google Chrome en Edge die controleert of er nieuwe e-mails zijn. Bij het ontvangen van een nieuwe e-mail wordt er standaard een geluid afgespeeld.

## Geschiedenis en ontwikkeling
Tot voor versie 3.0 (2012) heette de extensie voor Firefox Webmail Notifier. Het wordt ontwikkeld door de Koreaanse ontwikkelaar Byungwook Kang. Er is geen helpbestand beschikbaar, maar dit is niet noodzakelijk aangezien het programma "makkelijk te gebruiken is".

## Ondersteunde providers
- Gmail (Gmail & Google Apps)
- Yahoo! (yahoo.com, ymail.com, yahoo.co.jp)
- Hotmail/Outlook.com (hotmail.com, msn.com, live.com, outlook.com)
- AOL (aol.com, aim.com, mail.com)
- Daum (daum.net, hanmail.net)
- Naver
- Nate (nate.com, empas.com)
- Paran (paran.com, hanmir.com)
- POP3 en IMAP
- Door middel van scripts kunnen andere diensten worden toegevoegd, waaronder Facebook, YouTube, Zoho Mail en MySpace (MySpace werkt enkel met Firefox).

## X-notifier lite
X-notifier lite is een vereenvoudigde versie van X-notifier voor Firefox. Het ondersteunt net als X-notifier Gmail, Hotmail en Yahoo mail. De extensie vereist geen herstart en is naast de desktopversie ook compatibel met de mobiele Firefox-versie. X-notifier lite doet niks totdat een e-mailsite wordt geopend.